# ماتیا اسبراجا
ماتیا اسبراجا (ایتالیایی: Mattia Sbragia؛ زادهٔ ۱۷ آوریل ۱۹۵۲) بازیگر اهل ایتالیا است.
از فیلم‌ها یا برنامه‌های تلویزیونی که وی در آن نقش داشته‌است، می‌توان به خسیس، فصلی از زندگی بزرگان، مصائب مسیح، دوازده یار اوشن، بهشت، فقط تو، کاسه طلایی، سال اسلحه، تدی خرسه، مادام کاملیا، یوسف نجار، فروشگاه بزرگ، صبح بخیر پدر، خرسی به نام آرتور، اجساد ممتاز و گانگستر اشاره کرد.